# Andrea del Sarto
Andrea del Sarto (Firenze, 1486. július 16. – Firenze, 1531. január 22.) itáliai reneszánsz festő.

## Életútja
Angelo di Francesco szabó (olaszul: sarto) fiaként született. Eleinte egy ötvös műhelyében dolgozott, csakhamar Piero di Cosimo vezetése alá került. Mesterénél nagyobb hatást gyakorolt fejlődésére Leonardo da Vinci és Michelangelo híres kartonjainak a tanulmányozása, főleg azonban Fra Bartolomeo hatalmas festői művészete. 1508-ban a firenzei festő céh tagja lett.
1513-ban vette feleségül Lucrezia della Fedét. 1518-ban I. Ferenc francia király meghívására Franciaországba ment, de a következő évben már hazatért, és azt a pénzt, melyet a francia király Sarto visszatérése céljából adott elköltötte feleségére és barátaira, már annyi pénze sem maradt, hogy visszatérjen a királyhoz. I. Ferenc igen meg is haragudott rá. Olyan jó ellátása sehol máshol nem volt, mint a francia királynál, otthon Firenzében kevés pénzért dolgozott, s nagyon sokat. Termékeny alkotó volt, de egyetlen munkáját sem nagyolta el, mindig azon igyekezett, hogy a legjobb, leggondosabb freskók és képek kerüljenek ki keze alól.
Firenze ostroma alkalmából megbetegedett, Vasari szerint nem valószínű, hogy a pestist kapta el, inkább attól lett beteg, hogy sokáig nem evett, utána meg túl sokat evett. Senki nem ápolta, felesége messze elkerülte ragályos betegségtől tartva. Egyedül halt meg, a háza melletti szervita templomba temették el.

## Munkássága
Firenzében festett freskóképei a 16. századbeli firenzei reneszánsz freskófestés legérettebb korszakában (cinquecento) keletkeztek. A szerviták Santissima Annunziata kolostorának udvarában 1509-1510 között Benizzi Szent Fülöp életéből vett öt képet festett, ugyanott készült 1511-ben a királyok imádását ábrázoló freskókép, 1514-ben Mária születésének híres ábrázolása, 1525-ben pedig a kolostor keresztfolyosójának bejárata fölött leghíresebb műveinek egyike a remek színezésű és elrendezésű Madonna del Sacco.

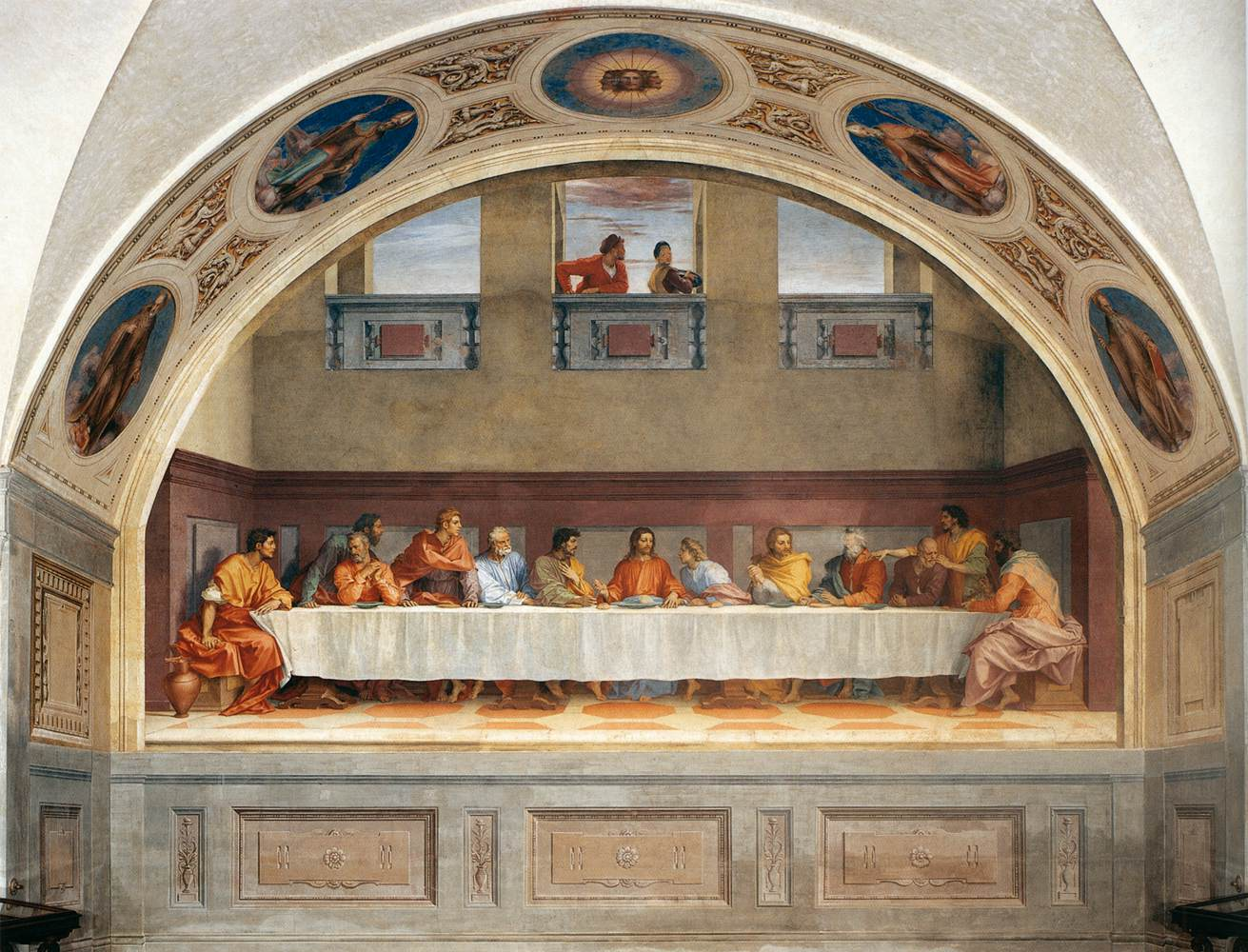
Utolsó vacsora (1527)

Nagy időközökben, körülbelül 1511-1526 között készült a Compagnia dello Scalzo épületének udvarában egyforma, barna színnel festett tíz freskóképe Keresztelő Szent János életéből és a hasonló technikával festett, a fő erényeket ábrázoló négy képe, melyek éppen színtelenségüknél fogva formaérzékének és elrendezési tehetségének folytonos fejlődését mutatják. Ezekkel ellentétben, főleg színezés dolgában kitűnő a Firenze közelében levő Salvi kolostor ebédlőjében 1526-1527 között festett, az utolsó vacsorát témáját ábrázoló híres nagy falfestménye.
Függőképei közül a legkitűnőbbek: Angyali üdvözlet (1511); Szentek vitatkozása a Szentháromság fölött (1517); Szent család (1521); Krisztus siratása, A Madonna imádása (1523); Keresztelő Szent János mint gyermek, Mária mennybemenetele (valamennyi a firenzei Palazzo Pittiben); a Madonna della Arpye (1517, Firenze, Uffizi Galéria); 5 szent képe a pisai dómban; Caritas (Páris, Louvre); Madonna, szentektől körülvéve; Ábrahám áldozata (drezdai képtár) stb.
Életteljes arcképei közül kitűnnek felesége, Lucrezia del Fede arcképei (Prado, Madrid; érettebb kori arcképe Berlinben). Ifjú képmása (Pitti-palota) és A szobrász (londoni Nemzeti
Galéria).
Korának egyik legnagyobb koloristája. Kedvenc színe a vörös volt, képei ennek különböző változataiban izzanak, majd az ellentétes színek, a kék és a sárga és a mély lila és a meleg narancsvörös változatain ezüstös harmóniába olvadnak. Témáiban új területeket nem hódított meg, de a vonalak és a színek kifejező erejét fokozta és a festészet technikai eszközeit finomította, sokan tanultak tőle, köztük Franciabigio, Rosso Fiorentino, Jacopo Pontormo, Giorgio Vasari, Francesco de’ Rossi (Il Salviati).

## Magyar vonatkozás
A budapesti Szépművészeti Múzeumban is található képe: a Madonnát a kisded Jézussal és Jánossal ábrázoló finom, ezüstös színezésű képe és egy nagyobb, a trónon ülő Madonnát ábrázoló képe. Ez a híradás 1935-ből, utána a század második felében azt olvassuk, hogy nálunk csupán csak Sarto követőitől vannak képek.

## Képeiből

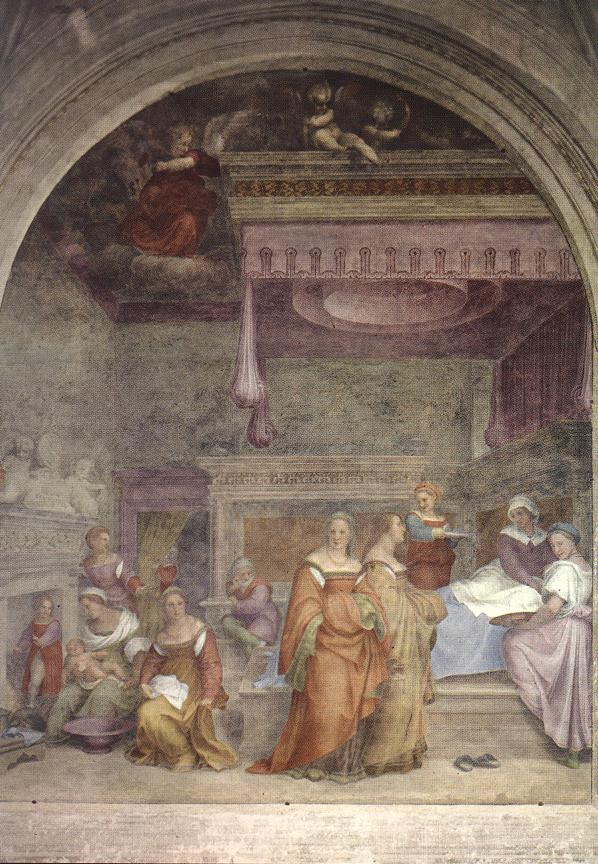
A Szűz születése (1513-14)
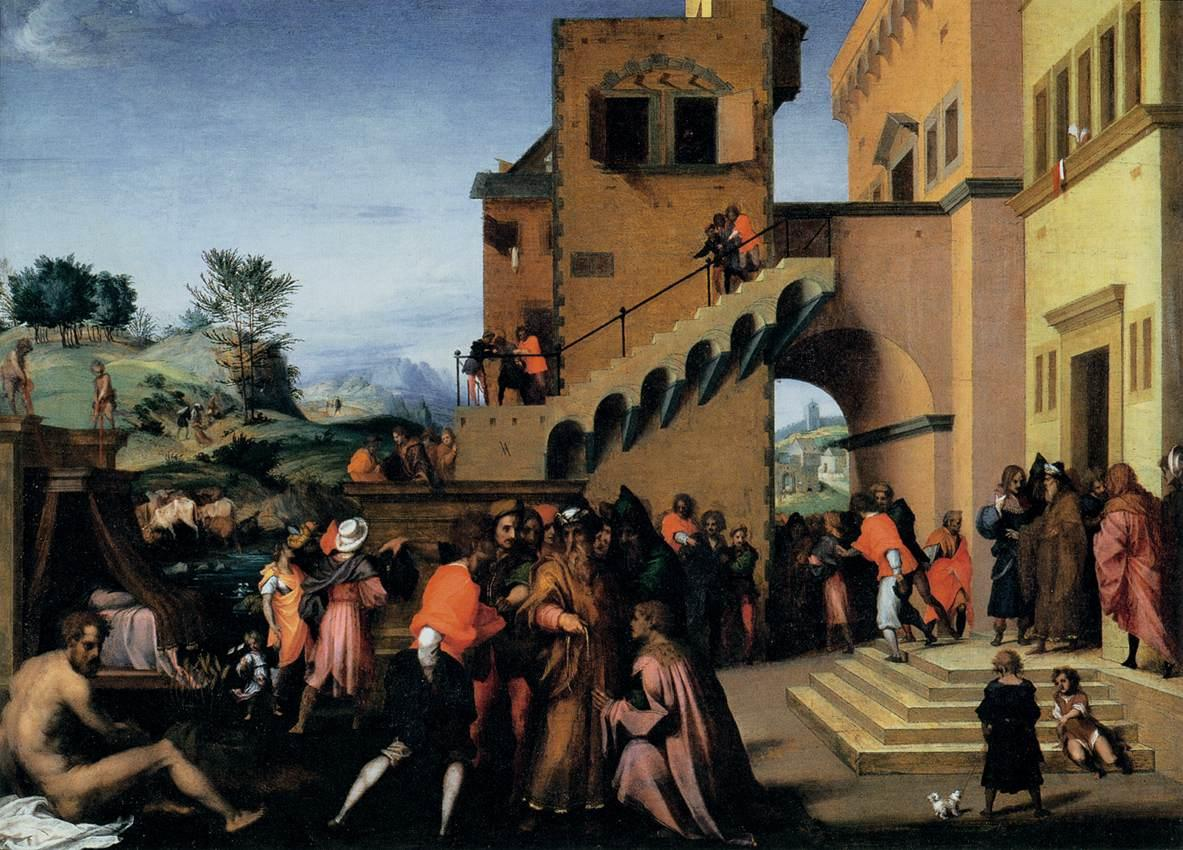
József értelmezi a fáraó álmait (1515-16)
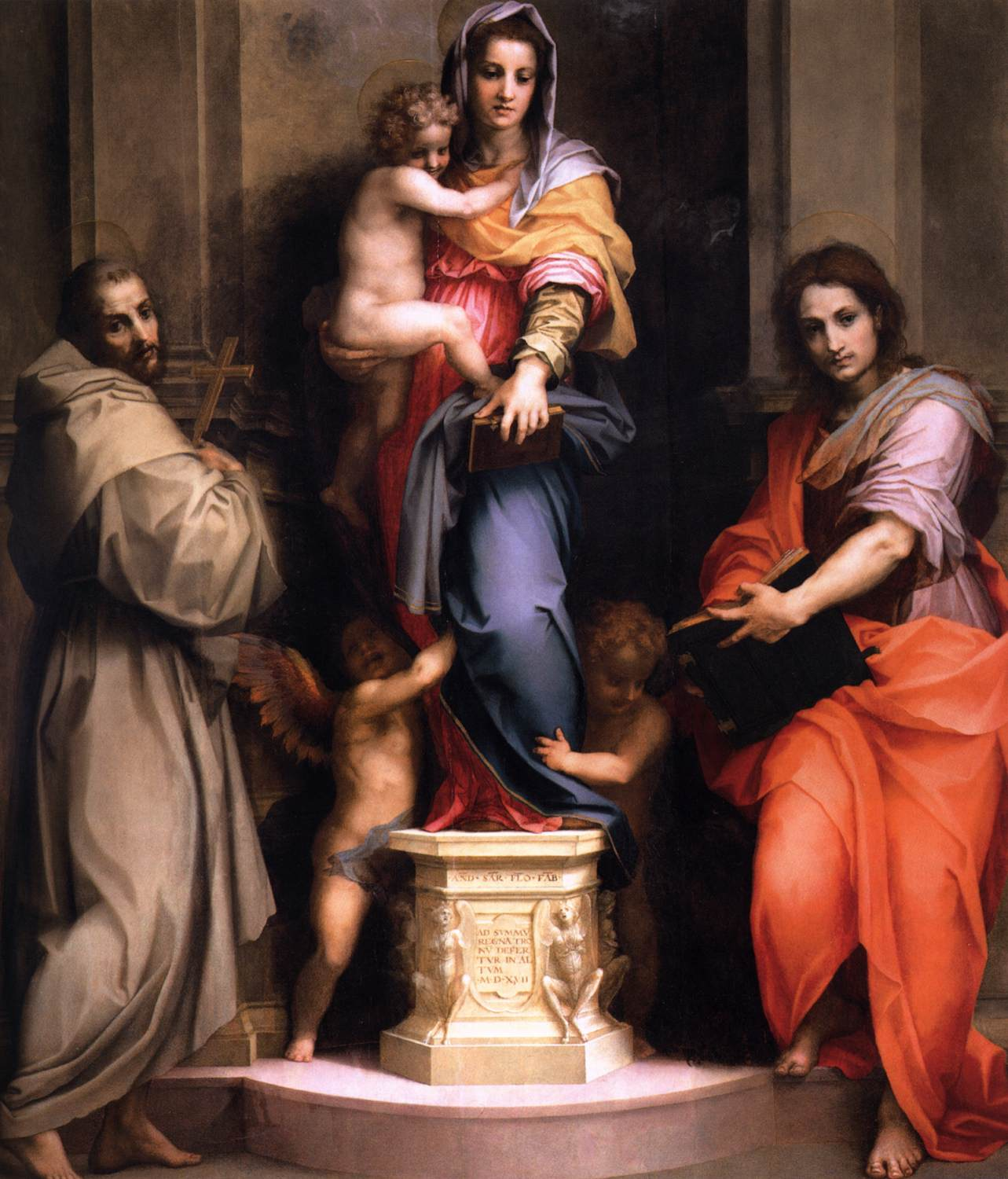
Madonna a hárpiákon (1517)
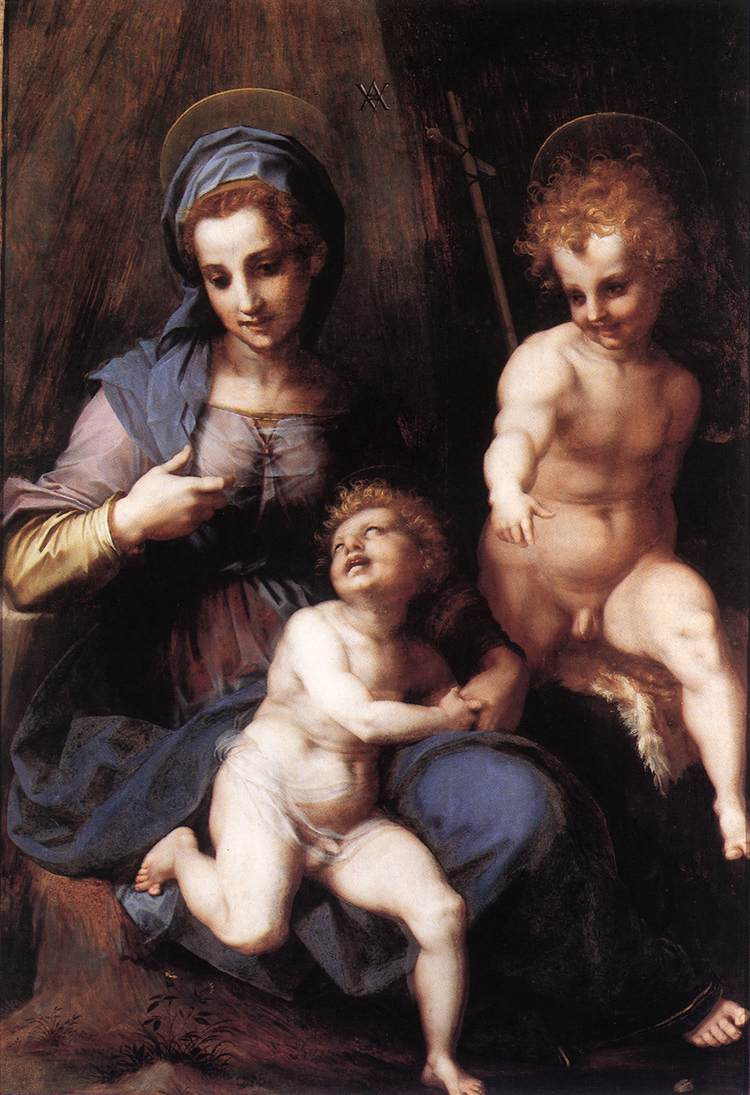
Madonna a gyermekkel és Szent Jánossal (1518)
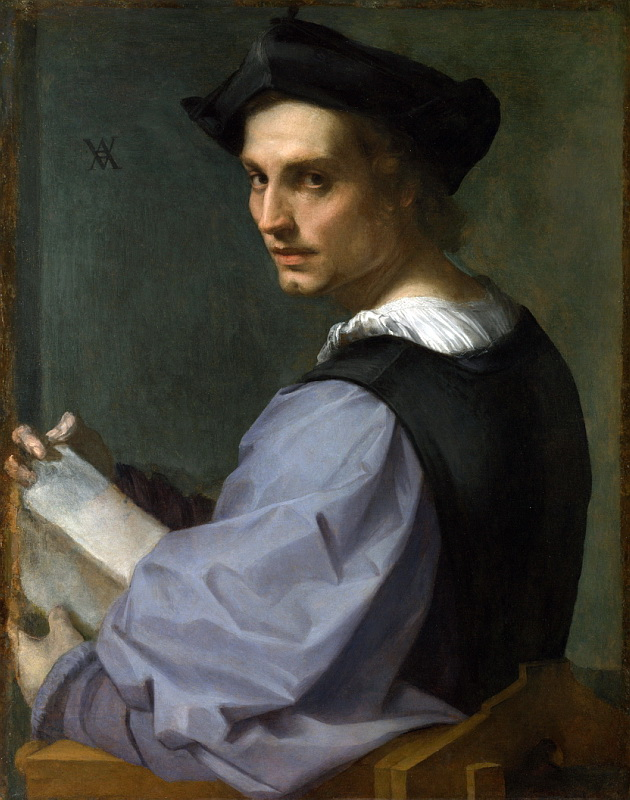
A szobrász portréja (1518)
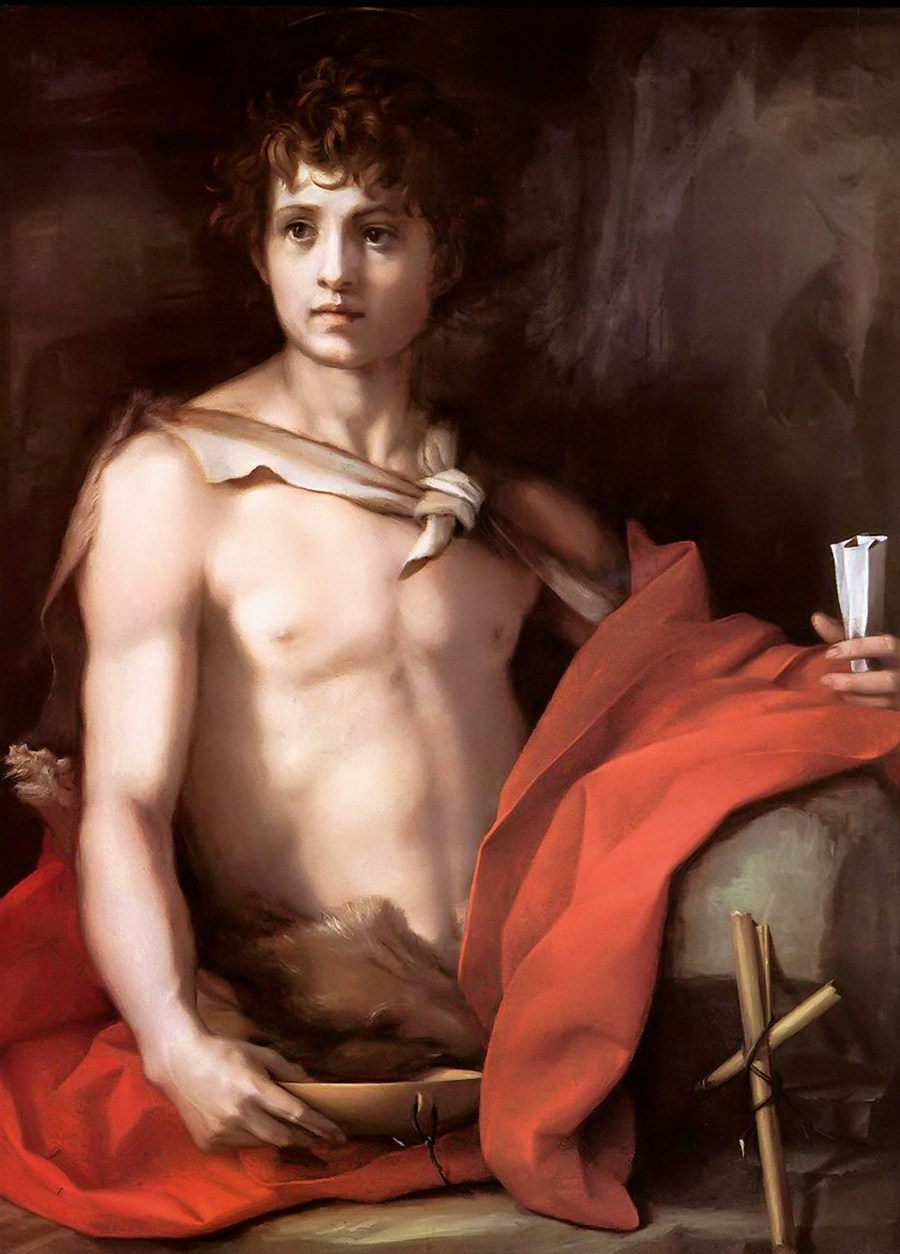
Keresztelő Szent János (1523)
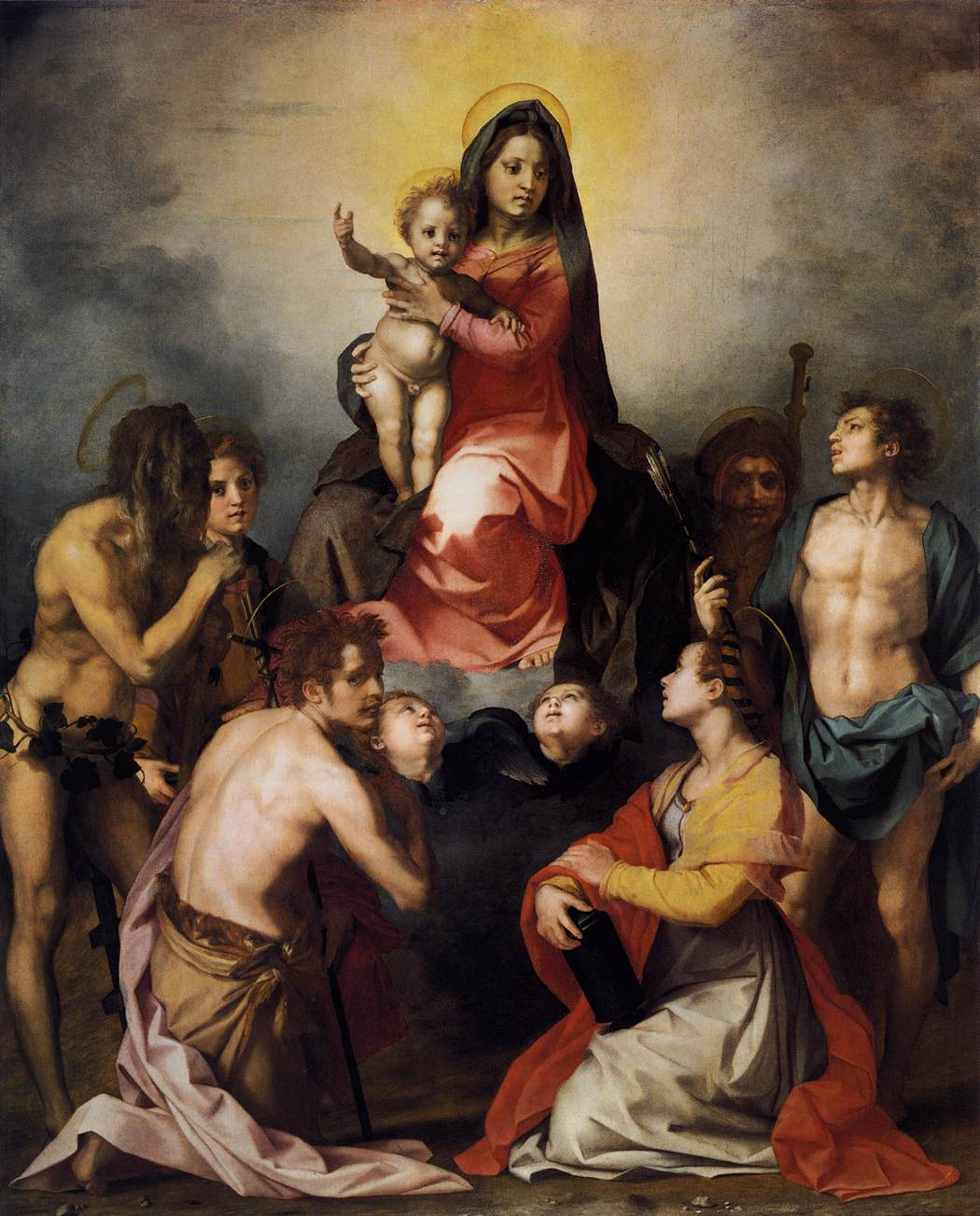
A Szűz a gyermekkel glóriában (1528)
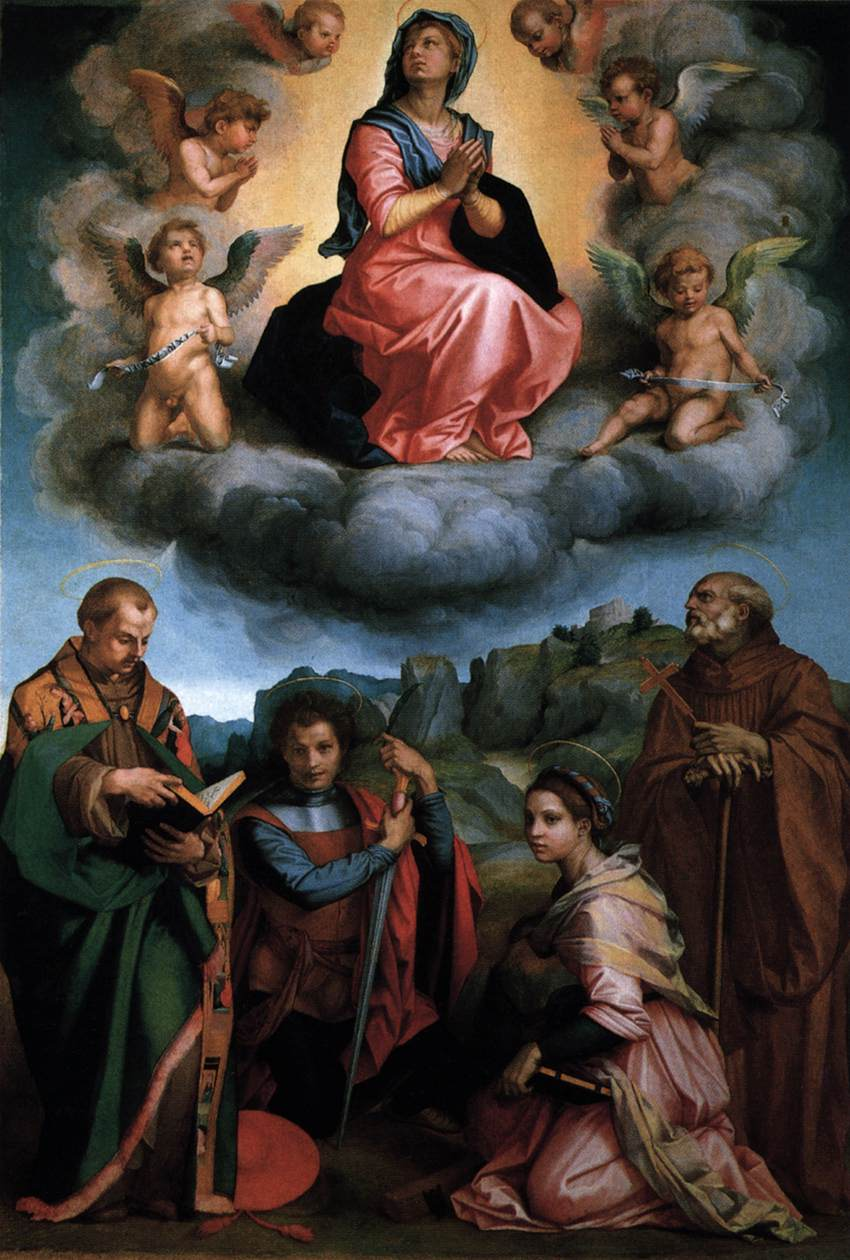
Madonna négy szenttel (1530)